# NGC 39
NGC 39 (также известная как UGC 114, MCG 5-1-52, ZWG 499.76 или PGC 852) — спиральная галактика в созвездии Андромеды, открытая 2 ноября 1790 года Уильямом Гершелем.

## Сверхновые
В 2024 в NGC 39 вспыхнула сверхновая SN 2024rbc lb типа. Ее пиковая яркость достигла 20,5 видимой звездной величины..